# Predicciones
Predicciones es el décimo cuarto episodio de la primera temporada de la serie animada de televisión Avatar: la leyenda de Aang

## Sinopsis
El episodio empieza cuando Sokka, Aang y Katara se encuentran cerca de un río, de donde sale un pez que según Sokka se burla de él, por lo que fugazmente toma caña de pescar para ir a atraparlo. Pero se da cuenta de que le falta el hilo de pescar y pregunta quién la tomó. Aang contesta que fue él y que con el mismo hilo le hizo un collar a Katara para compensar el que ella perdió. Ella está agradecida y se lo coloca y Aang la ve fijamente de forma apasionada y romántica y Sokka agrega que se den besitos, Aang se queda sin hablar y Katara le dice a Sokka que solo son buenos amigos, por lo que Aang se desanima. 
En eso escuchan el ruido de un animal y se dan cuenta de que alguien es atacado por un "Oso-Pato". El hombre se muestra feliz ante el ataque del animal y de forma calmada y feliz esquiva sus ataques, los chicos le dan consejos para que evite ser herido, pero simplemente dice que todo está bien, Aang se coloca de frente al oso y Appa lo asusta, Sokka le dice que pudo haberlo matado. El aldeano responde que todo estaba bien gracias a la tía Wu ya que ella le predijo un buen día y así fue para él. El hombre le dio a Aang un paquete ya que la tía Wu le dijo que se lo dieran a viajeros, el hombre se va y Aang de forma desesperada abre el paquete y es un paraguas, en ese momento empieza a llover por lo que Katara afirma la verdad sobre la tía Wu al leer el futuro, pero Sokka sigue negándolo.
Al llegar al pueblo un hombre cerca de una puerta dijo que la Tía Wu los estaba esperando, al entrar son recibidos por una niña llamada Meng, es la asistente de la Tía Wu, cuando Meng ve a Aang lo mira de la misma forma que Aang vio a Katara y con una sonrisa de enamorada saluda a Aang. Meng les ofrece un bocadillo antes de consultar a la Tía Wu, Meng aprovecha y se acerca a Aang para preguntarle su nombre, al decírselo, Meng contesta que eso rima con su nombre. Mientras Meng trae los aperitivos se topa con una chica que le dice que la Tía Wu le dijo que hoy conocería a su nuevo amor y le dará una flor, Meng le dice que ella también espera que su chico le dé una flor, la chica ve a Aang y le dice que si ese es el chico con el que ella se casará ya que tiene grandes orejas, en lo que Meng la empuja para que Aang no escuchara nada, Meng lleva los aperitivos a donde los chicos, accidentalmente resbala y Aang la sujeta la bandeja lo que causa que ambos se toquen las manos, Meng se la da les dice que la disfruten y sale corriendo, Sokka le arrebata la bandeja a Aang y empieza a tragarse las galletas, en esto la Tía Wu aparece y les dice quien será el primero, Sokka quita la mirada, Aang mira a Katara por lo que ella acepta felizmente, ambas se retiran, Sokka continua comiéndose las galletas y Aang entra en preocupación por saber de que hablan. 
Aang le dice a Sokka que de qué podrían estar hablando y Sokka responde: "Cosas aburridas de seguro, amor, con quien se casará, cuantos hijos tendrá". Esto causa que la curiosidad de Aang sea más grande y pone la excusa de ir al baño, se dirige hacia la puerta de la habitación donde Katara y Tía Wu están hablando, después de una charla, Katara pregunta sobre el amor, en lo que la Tía Wu responde que se casará con un poderoso maestro, Aang al oír esto sonríe y empieza a saltar en el aire haciendo piruetas en señal de felicidad, inmediatamente regresa donde Sokka, Katara y la Tía Wu regresan también.
Sokka se prepara para que le lean la fortuna, la Tía Wu de forma sencilla le dice que su vida está envuelta en peleas y angustias, es el turno de Aang, en la habitación la Tía Wu le pide a Aang escoger un hueso, lo lanza al fuego y se crean grietas y el hueso explota, la tía Wu le dice que estará en una batalla contra el bien y el mal, Aang le dice de forma sarcástica que ya sabía eso y le dice que si no vio una niña, la tía Wu le dice que no vio nada sobre el amor, por lo que Aang se desanima, la Tía Wu improvisa para que no se desanime tomando un pedazo del hueso y le dice que confíe en su corazón y estará con la persona que ama, Aang se emociona y se lo agradece. Afuera, Sokka sigue negando sobre las predicciones y afirma que todo le saldrá bien, de la furia patea una piedra, pega con un rótulo y le pega en la cabeza a Sokka lo que hace que se tire al piso y levanta la mano afirmando que eso no comprueba nada, la Tía Wu se dirige al centro del pueblo para leer las nubes, da predicciones por lo que el pueblo se emociona con las buenas noticias y afirma que el volcán no destruirá el pueblo este año.  
Después de terminar, Katara decide ir nuevamente donde la Tía Wu para que le haga otra predicción. Para probar que las predicciones son mentira Sokka empieza a cuestionar a la gente del pueblo respecto a las predicciones que le dio la Tía Wu y todos siguen creyendo en ellas. Tía Wu aparece leyendo la mano de Katara y no satisfecha, Katara se da por preguntarle más. Aang le pregunta a Sokka si sabe sobre mujeres en lo que Sokka responde sarcásticamente que está en el lugar correcto, Aang le dice que es con una chica, en esto aparece Meng escondida y espiando a Aang, Sokka la mira y se da la idea equivocada de que Aang habla sobre ella, cuando lógicamente es sobre Katara, Sokka le dice que sabe de quien habla y que está enamorada de él y la única forma de no arruinarlo es dejar de ser demasiado amable y tratarla como si no le importara. 
La Tía Wu se encuentra empujando por la espalda a Katara para sacarla de su aposento, ya que está cansada de darle tantas predicciones. Aang se encuentra afuera y saluda a Katara de "manera diferente" y al parecer no tiene éxito, en esto Aang ve a una pareja feliz porque el chico le dio una flor a su chica, Aang queda impresionado y los interrumpe diciéndoles donde consiguió esa flor. Sokka y Aang se dirigen hacia el cráter del volcán para encontrar la flor y descubren que el volcán está activo. El pueblo no les cree por la predicción que hizo la Tía Wu, por lo que deciden que si ellos no pueden convencerlos la Tía Wu lo hará. Aang entra en el aposento de la Tía Wu buscando la libreta de las nubes, en esto aparece Meng diciéndole que si no le gusta y Aang dice que no de esa forma, Meng entiende porqué le gusta y lo ayuda dándole la libreta, Katara y Aang cambian las nubes, la Tía Wu las interpreta como "Muerte Volcánica". El grupo ayuda a los aldeanos a crear una zanja para evitar la lava, el volcán explota y se ve la lava que viene, cae en la zanja pero es demasiada por lo que Aang decide hacer Aire control para secar la lava. Toda la lava queda hecha una gigantesca estructura y Sokka agrega que se le olvida el poderoso maestro que es Aang, por lo que Katara cree que puede ser él. Sokka le dice al pueblo sobre no confiar demasiado en las predicciones, antes de irse Katara se despide de todos, le dice a Meng que se cuide, en lo que ella le responde igual, cuando Katara se voltea con Appa, Meng dice: "Te odio".